# 稲葉雅之 (実業家)
稲葉 雅之（いなば まさゆき、1961年 - ）は、日本の実業家、株式会社ホテル小田急代表取締役社長、株式会社ホテル小田急サザンタワー代表取締役社長。

## 人物・経歴
1961年、東京都生まれ。1985年3月立教大学観光学部卒。同年4月に小田急電鉄株式会社入社。2008年6月株式会社ホテル小田急・事業推進室部長、2010年4月同社副総支配人企画本部長兼宿泊部長、2012年6月株式会社小田急リゾーツ取締役総務部長。2014年6月株式会社ホテル小田急取締役総務部長、2017年6月同社常務取締役総務部長、2019年同社常務取締役副総支配人、2020年4月同社常務取締役総支配人、2022年4月同社代表取締役社長。株式会社ホテル小田急サザンタワー代表取締役社長と兼任。